# Baños de Río Tobía
Baños de Río Tobía (manchmal wird auch noch der alte Name Bañuelos verwendet) ist ein Ort und eine Gemeinde (municipio) mit 1.605 Einwohnern (Stand: 2024) im Westen der Autonomen Gemeinschaft La Rioja im Norden Spaniens. Die Gemeinde gehört zum Weinbaugebiet der Rioja Alta.

## Lage und Klima
Der Ort Baños de Río Tobía liegt ca. 1 km westlich des Río Najerilla ca. 35 km südwestlich der Provinzhauptstadt Logroño in einer Höhe von ca. 575 m. Das Klima ist gemäßigt bis warm; Regen (ca. 545 mm/Jahr) fällt – mit Ausnahme der Sommermonate – übers Jahr verteilt.

## Bevölkerungsentwicklung
| Jahr      | 1857 | 1900 | 1950  | 2000  | 2019  |
| Einwohner | 751  | 933  | 1.483 | 1.758 | 1.579 |

Trotz der Mechanisierung der Landwirtschaft, der Aufgabe bäuerlicher Kleinbetriebe und des daraus resultierenden geringeren Arbeitskräftebedarfs ist die Einwohnerzahl des Orts seit der Mitte des 19. Jahrhunderts stetig gewachsen.

## Wirtschaft
Die Gemeinde war jahrhundertelang zum Zweck der Selbstversorgung landwirtschaftlich orientiert, wobei die Viehwirtschaft (Milch, Käse, Fleisch) im Vordergrund stand; aus der Schafwolle wurden Weberzeugnisse hergestellt, die auch getauscht oder auf den Märkten von Logroño verkauft werden konnten. Heute wird hauptsächlich Viehzucht betrieben; darüber hinaus werden Getreide, Kartoffeln und Gemüse angebaut.

## Geschichte
Der Ort entstand um eine bereits in der Antike bekannte Thermenanlage. Abgesehen von Kleinfunden fehlen jedoch römische, westgotische und selbst islamisch-maurische Siedlungsspuren auf dem Gemeindegebiet. Von einer militärischen Rückeroberung (reconquista) des Gebiets durch die Christen kann folglich keine Rede sein. Angeblich stammt die Mutter des um das Jahr 1000 geborenen hl. Dominikus von Silos aus der Gegend. Erstmals überliefert ist der Ortsname in einem Dokument des Jahres 1020; im Jahr 1076 kam der Ort in den Besitz des nahegelegenen Klosters San Millán de la Cogolla, später dann (1137) in den Besitz des Klosters Santa María la Real de Nájera. Im späteren Mittelalter war die Region zeitweise zwischen den Königreichen Kastilien und Navarra umstritten. Nach der Abschaffung aller Grundherrschaften (señorios) in den Jahren 1811 und 1820 gehörte das Gebiet zur Provinz Burgos und kam erst im Jahr 1833 zur neugeschaffenen Provinz Logroño, aus der im Jahr 1982 die Region La Rioja hervorging.

## Sehenswürdigkeiten

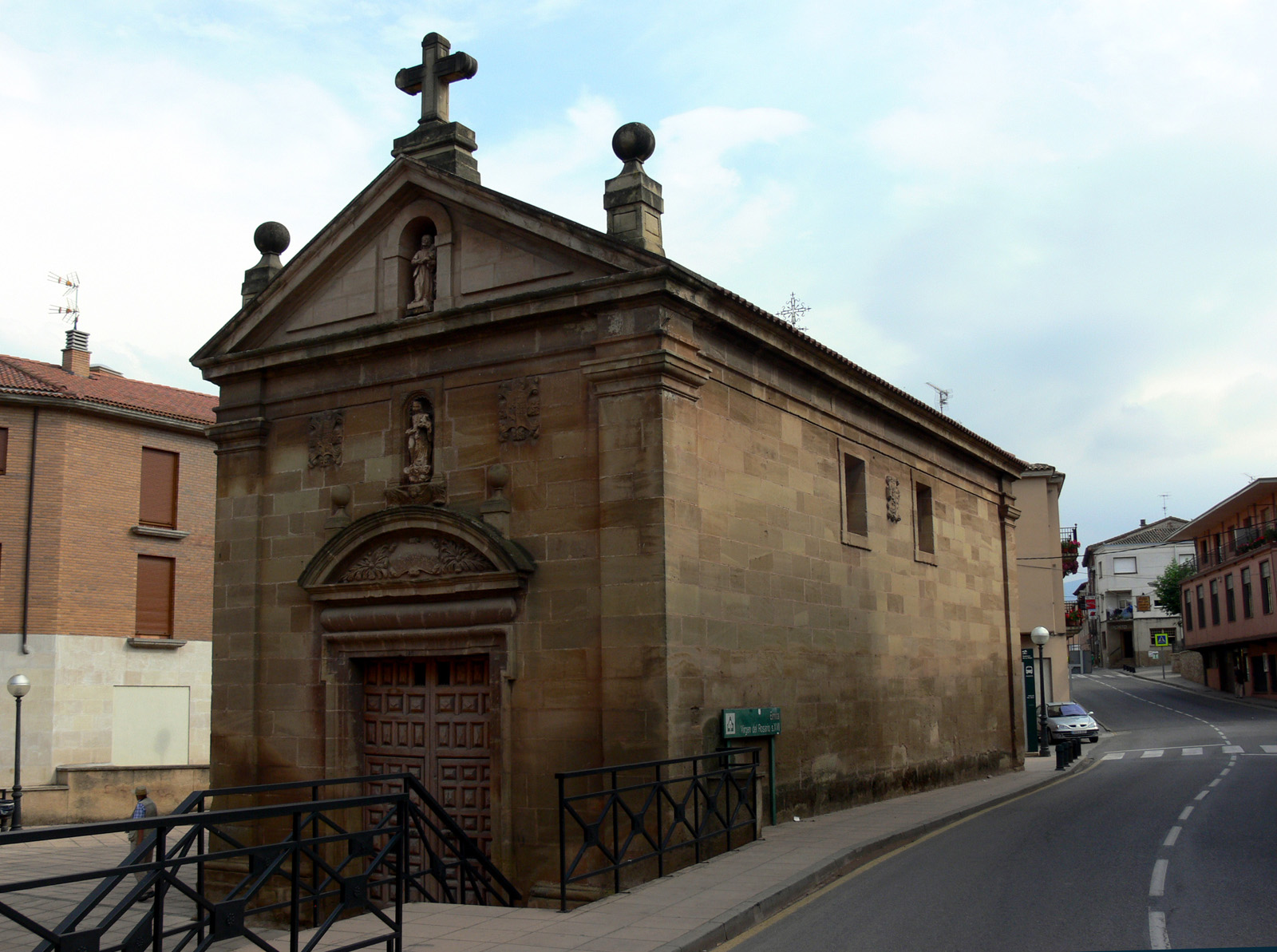
Baños de Río Tobía – Ermita del Rosario

- Von der einst existierenden Burg (castillo) ist nichts mehr erhalten.
- Die dreischiffige Iglesia San Pelayo entstand im 16./17. Jahrhundert; die Rippengewölbe der drei Schiffe sind gleich hoch (Hallenkirche). Aus der Renaissance stammt auch die Rückwand des Hauptaltars (retablo), wohingegen die beiden Seitenaltäre deutlich jünger sind.[5]
- Die einschiffige Ermita del Rosario aus dem 17. Jahrhundert steht im Ort.
- Das Rathaus und der Palacio Salazár sind eindrucksvolle Stadtpaläste aus dem 16. Jahrhundert.

## Persönlichkeiten
- Eduardo Kardinal Martínez Somalo (1927–2021), Kurienkardinal der römisch-katholischen Kirche